# Namalycastis borealis
Namalycastis borealis är en ringmaskart som beskrevs av Glasby 1999. Namalycastis borealis ingår i släktet Namalycastis och familjen Nereididae.
Artens utbredningsområde är Mexikanska golfen. Inga underarter finns listade i Catalogue of Life.